# 소피 로랭
소피 로랭(Sophie Lorain, 1958년 11월 21일 ~ )은 캐나다의 배우이다.
몬트리올에서 태어났다.

## 영화
- 슬럿 인 어 굿 웨이 (2018년)
- 히트 웨이브 (2009년)
- 야만적 침략 (2003년)
- 맘보 이탈리아노 (2003년)
- 홈 팀 (1998년)
- 디펜스 (1998년)
- 오메르타 2 (1997년)
- 오메르타, 침묵의 법칙 (1996년)